# Bonosari
Bonosari är en administrativ by i Indonesien.   Den ligger i provinsen Jawa Tengah, i den västra delen av landet, 300 km sydost om huvudstaden Jakarta. Bonosari ligger vid sjön Waduk Sempor.